# Rod Milburn
Rodney Milburn, Jr., detto Rod (Opelousas, 18 maggio 1950 – Port Hudson, 11 novembre 1997), è stato un ostacolista statunitense, campione olimpico dei 110 metri ostacoli ai Giochi di Monaco di Baviera 1972.

## Biografia

### Gli inizi
Nato in un paesino non lontano da Baton Rouge, settimo di sette fratelli, da piccolo amava rincorrere i cavalli nella campagna della Louisiana. La sua carriera sportiva cominciò in una scuola di soli neri, la cui pista di atletica era in realtà una lunga striscia d'erba e gli ostacoli erano di legno, fatti in casa.
Nel 1968 riuscì ad entrare nell'All American team, uguagliando il record nazionale delle high school. Passato alla Southern University, dal 1970 al 1973 vinse 3 titoli nazionali collegiali e 4 campionati AAU, 2 outdoor e 2 indoor, stabilendo il nuovo record mondiale delle 120 iarde a ostacoli (109,68 metri) con il tempo di 13 secondi netti, sensibilmente inferiore all'allora primato mondiale dei 110 metri ostacoli (13"2).

### L'oro olimpico a Monaco 1972
Nel 1971 vinse 28 corse consecutive, fra le quali i Giochi panamericani, e fu nominato "Atleta dell'anno" dall'autorevole rivista di atletica Track & Field News. Nel 1972, ai Giochi olimpici di Monaco di Baviera, vinse la medaglia d'oro davanti al francese Guy Drut (che avrebbe vinto 4 anni dopo a Montréal) ed ai suoi connazionali Thomas Hill e Willie Davenport (quest'ultimo già vincitore 4 anni prima a Città del Messico 1968) stabilendo anche, con 13"24, il nuovo record mondiale con cronometraggio elettronico.
Nel 1973, durante il Weltklasse Zürich che si svolge annualmente al Stadio Letzigrund di Zurigo, stabilì anche il nuovo record mondiale con cronometraggio manuale con 13"1, battendo il 13"2 stabilito per la prima volta, nella stessa pista, dal tedesco Martin Lauer 14 anni prima.

### Il declino e il ritiro agonistico
Raggiunto l'apice del successo, la carriera di Milburn declinò rapidamente. Dapprima fu ingaggiato da un circuito professionistico che ben presto fallì; quindi, dopo aver provato senza successo con il football americano, decise di rientrare nel circuito dilettantistico ma, per le regole dell'epoca, gli fu proibito di partecipare alle selezioni per i Giochi olimpici di Montréal del 1976 a causa dei suoi trascorsi da professionista e dovette far passare il tempo necessario per riqualificarsi di nuovo come atleta dilettante.
Avrebbe potuto ritentare nel 1980, ma questa volta fu fermato dal boicottaggio americano dei Giochi olimpici di Mosca. Nel 1983 si ritirò definitivamente dall'atletica.

### La morte
Così come negli ultimi anni di attività agonistica, anche negli anni seguenti la vita di Milburn fu costellata di difficoltà: sposato due volte e due volte divorziato, licenziato dalla Southern University di Baton Rouge, l'università per la quale aveva gareggiato e nella quale aveva tentato la carriera di allenatore, si rassegnò a lavorare in una cartiera.
Fu lì che trovò la morte in un tragico incidente sul lavoro avvenuto la notte dell'11 novembre 1997. L'America, che sembrava averlo dimenticato, rese omaggio allo sfortunato campione con una grande partecipazione al suo funerale, guidata dall'allora presidente Bill Clinton.

## Palmarès
| Anno | Manifestazione      | Sede   | Evento   | Risultato | Prestazione | Note            |
| ---- | ------------------- | ------ | -------- | --------- | ----------- | --------------- |
| 1971 | Giochi panamericani | Cali   | 110 m hs | Oro       | 13"46       |                 |
| 1971 | Giochi panamericani | Cali   | 4×100 m  | Bronzo    | 39"84       |                 |
| 1972 | Giochi olimpici     | Monaco | 110 m hs | Oro       | 13"24       | Record mondiale |

## Altre competizioni internazionali
1973
- Oro al Weltklasse Zürich ( Zurigo), 110 m hs - 13"1